# Dou Shumei
Dou Shumei (22 d'abril de 1982) és una esportista xinesa que va competir en judo, guanyadora d'una medalla de plata al Campionat Asiàtic de Judo de 2007 en la categoria de –63 kg.

## Palmarès internacional
| Campionat Asiàtic | Campionat Asiàtic | Campionat Asiàtic | Campionat Asiàtic |
| Any               | Lloc              | Medalla           | Categoria         |
| ----------------- | ----------------- | ----------------- | ----------------- |
| 2007              | Kuwait ( Kuwait)  | 2                 | –63 kg            |